# جورجيا تينانت
جورجيا تينانت (بالإنجليزية: Georgia Elizabeth Tennant)‏ هي ممثلة بريطانية، ولدت في 25 ديسمبر 1984 في لندن في المملكة المتحدة.

## وصلات خارجية
- جورجيا تينانت على موقع IMDb (الإنجليزية)
- جورجيا تينانت على موقع ميتاكريتيك (الإنجليزية)
- جورجيا تينانت على موقع روتن توميتوز (الإنجليزية)
- جورجيا تينانت على موقع ألو سيني (الفرنسية)
- جورجيا تينانت على موقع ميوزك برينز (الإنجليزية)
- جورجيا تينانت على موقع أول موفي (الإنجليزية)
- جورجيا تينانت على موقع قاعدة بيانات الفيلم (الإنجليزية)
- جورجيا تينانت على موقع كينوبويسك (الروسية)